# Stegana monodonata
Stegana monodonata är en tvåvingeart som beskrevs av Chen 2008. Stegana monodonata ingår i släktet Stegana och familjen daggflugor. Inga underarter finns listade i Catalogue of Life.